# Modelo de cubo de basura
El modelo de cubo de basura es un modelo de decisión basado en la racionalidad limitada, donde los intervinientes entran y salen del proceso de forma aleatoria, y se observan parámetros como la incertidumbre, la ambigüedad organizativa y la falta de conexión clara entre problemas y soluciones. Este modelo fue propuesto por Michael D. Cohen, James G. March y Johan P. Olsen en 1972, como parte de su estudio sobre procesos de toma de decisiones en organizaciones anárquicas. Su enfoque se basa en las ideas previas de racionalidad limitada desarrolladas por Herbert A. Simon y James G. March en su obra Organizations (1958).